# Asteropontoides nicobaricus
Asteropontoides nicobaricus is een eenoogkreeftjessoort uit de familie van de Asterocheridae. De wetenschappelijke naam van de soort is voor het eerst geldig gepubliceerd in 1949 door Sewell.